# Reigate and Banstead
Reigate and Banstead este un district nemetropolitan în Regatul Unit, în comitatul Surrey din regiunea South East, Anglia.

## Orașe din cadrul districtului
- Banstead
- Horley
- Redhill
- Reigate